# 빅 게임
《빅 게임》(영어: Big Game)은 2014년에 공개된 액션 모험 영화이다.

## 출연
- 새뮤얼 L. 잭슨
- 온니 톰밀라
- 펄리시티 허프먼
- 빅터 가버
- 테드 러바인
- 짐 브로드벤트
- 레이 스티븐슨
- 메흐메트 쿠르툴루슈
- 요르마 톰밀라